# Kirstijaure
Kirstijaure är en sjö i Kiruna kommun i Lappland och ingår i Torneälvens huvudavrinningsområde. Sjön har en area på 0,183 kvadratkilometer och ligger 489 meter över havet. Kirstijaure ligger i Torneträsk-Soppero fjällurskog Natura 2000-område.

## Delavrinningsområde
Kirstijaure ingår i det delavrinningsområde (756451-170587) som SMHI kallar för Utloppet av Vittangijärvi. Medelhöjden är 486 meter över havet och ytan är 46,96 kvadratkilometer. Räknas de 33 avrinningsområdena uppströms in blir den ackumulerade arean 588,5 kvadratkilometer. Vittangiälven som avvattnar avrinningsområdet har biflödesordning 2, vilket innebär att vattnet flödar genom totalt 2 vattendrag innan det når havet efter 389 kilometer. Avrinningsområdet består mestadels av skog (57 procent) och kalfjäll (12 procent). Avrinningsområdet har 12,42 kvadratkilometer vattenytor vilket ger det en sjöprocent på 26,4 procent.